# Philodromus v-notatus
Philodromus v-notatus là một loài nhện trong họ Philodromidae.
Loài này thuộc chi Philodromus. Philodromus v-notatus được Lodovico di Caporiacco miêu tả năm 1947.